# Obijmy Doschtschu
Obijmy Doschtschu (ukrainisch: Обійми Дощу) ist eine ukrainische Rockband, die ihren Stil als lyrische, herbstliche Rockmusik mit Einflüssen des Progressive Rocks, der Neoklassik und des Doom Metals beschreibt.

## Bandgeschichte
Obijmy Doschtschu wurde 2004 von Agafonkin zunächst als Soloprojekt gegründet. Später stoß Oleksij Katruk dazu und es wurde eine erste Demo aufgenommen.
Zwei Jahre nach der Gründung, im Frühjahr 2006, tritt die Band erstmals Live in Kiew auf, nachdem Mykola Krywonos als Bassist der Band beigetreten ist.
Im Herbst, wechselt Oleksij Katruk vom Keyboard zur E-Gitarre, gleichzeitig tritt Andrij Demjanenko der Band bei und wird neuer Keyboarder.
Serhij Dumler tritt 2007 der Band bei und übernimmt das Schlagzeug. Im gleichen Jahr tritt Marija Kurbatowa der Band bei und ersetzt Andrij Demjanenko, der die Band zuvor verlassen hatte, am Keyboard. Nachdem die Band nun ein komplettes Lineup besaß, begann man häufiger Konzerte zu geben und an Festivals in der Ukraine teilzunehmen.
Nach mehreren Demos veröffentlichte die Band am 28. August 2009 ihr Debüt-Album als kostenlosen Download auf ihrer Website. Insgesamt besteht das Album aus acht Liedern, die eine Art Zusammenfassung der bisherigen Laufbahn sind. An der Verwirklichung des Albums waren zahlreiche Gastmusiker beteiligt.
Sechs Jahre später als erwartet veröffentlichte die Band am 17. November 2017 ihr zweites Album Son (Ukrainisch: Сон, Übersetzung: Traum). Das Album ist 72 Minuten lang und enthält 11 Tracks. 15 Musiker und 10 Toningenieure waren an der Aufnahme beteiligt. Das Album wurde vom britischen Musiker und Soundproduzenten Bruce Soord gemischt, dem Frontmann der Band The Pineapple Thief.
Am 14. Februar 2020 veröfftlichte die Band ihr erstes Musikvideo.

## Diskografie

### Alben
- 2009: Elehia
- 2017: Son

### Singles
- 2010: Svitanok (Світанок)
- 2017: Kryla (Крила)
- 2017: Razom (Разом)

### Demos
- 2004: Demo
- 2006: Obijmy Doschtschu
- 2008: Pid Chmaramy